# تعویض (فوتبال)

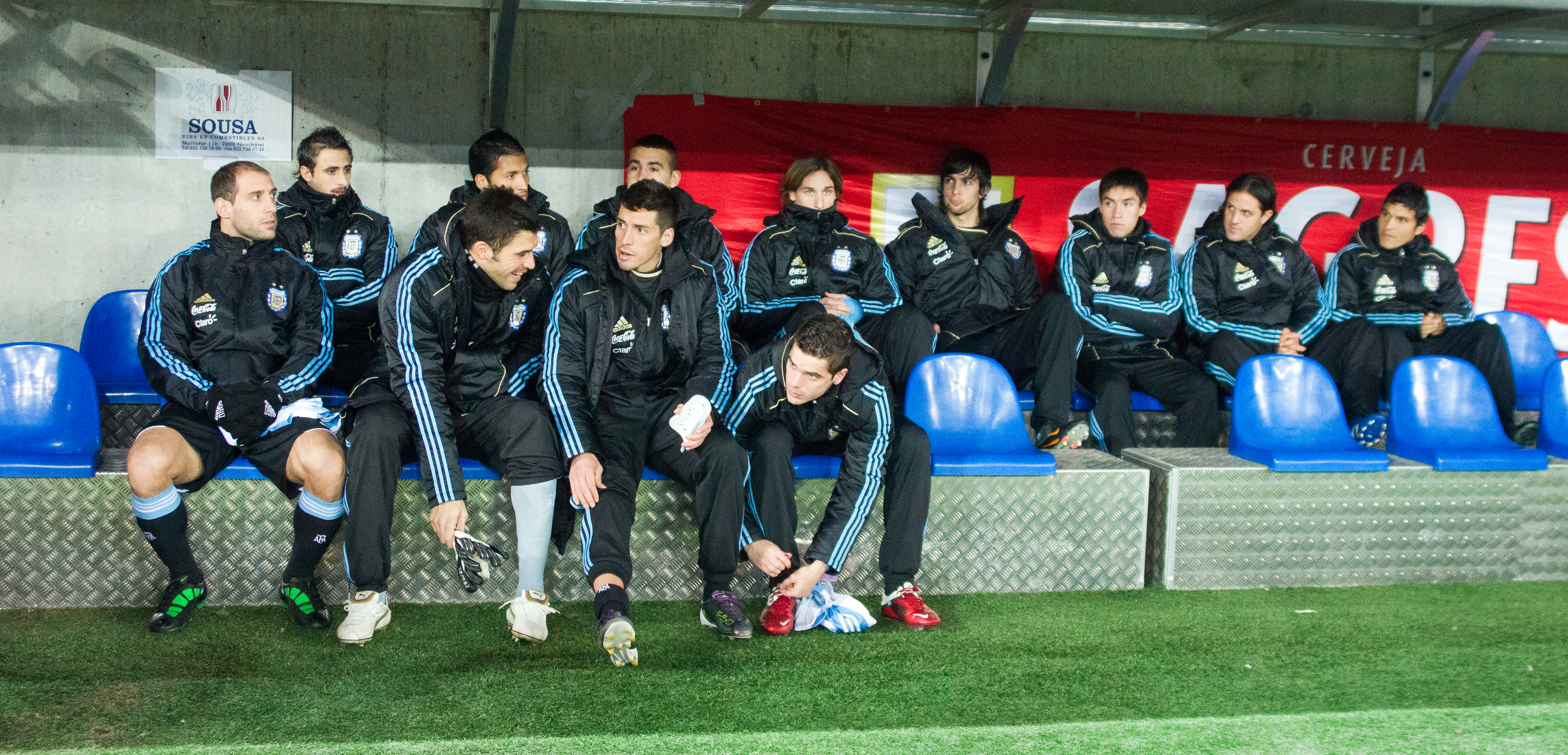
نیمکت ذخیره‌های تیم ملی آرژانتین

در فوتبال، بازیکن تعویضی به بازیکنی گفته می‌شود که در طی یک مسابقه در ازای یک بازیکن موجود به زمین می‌آید. تعویض‌ها معمولاً برای جایگزینی بازیکنی انجام می‌شود که خسته یا مصدوم شده‌است، یا عملکرد ضعیفی دارد یا به دلایل تاکتیکی (مانند آوردن مهاجم به جای مدافع). بازیکنی که در طول یک مسابقه تعویض شده‌است، در بازی‌هایی که تحت قوانین استاندارد هیئت بین‌المللی فوتبال برگزار می‌شود، دیگر در بازی شرکت نمی‌کند.
تعویض‌ها به‌طور رسمی در سال ۱۹۵۸ به قوانین بازی اضافه شدند. قبل از این، اکثر بازی‌ها بدون هیچ تعویضی انجام می‌شدند، به استثنای مواردی که در آن بازیکنان آسیب دیدگی شدید پیدا می‌کردند یا اینکه به موقع به مسابقات نمی‌رسیدند.
تعداد بازیکنان تعویضی با گذشت زمان و همچنین تعداد بازیکنان ذخیره روی نیمکت افزایش یافته‌است. معمول است که بازی‌ها حداکثر ۳ تعویض داشته باشند، در برخی مسابقات امکان یک تعویض اضافی در زمانی که بازی به وقت اضافه رفت وجود دارد. در طول همه‌گیری کووید-۱۹ بسیاری از رقابت‌ها به ۵ تعویض با حداکثر ۳ پنجره تعویض در هر نیمه و همچنین بین دونیمه تغییر کردند. همچنین آزمایش‌هایی برای تعویض اضافی فراتر از محدودیت‌هایی که بازی تحت آن انجام می‌شود وجود داشته‌است تا به‌طور خاص برای بازیکنانی که ضربه مغزی شده‌است استفاده شود.
تیم‌ها بازیکن تعویضی را از میان مجموعه ای از بازیکنان ذخیره از پیش انتخاب شده انتخاب می‌کنند، این بازیکنان معمولاً در منطقه فنی در کنار مربیان می‌نشینند و به اصطلاح گفته می‌شود که «روی نیمکت» هستند. وقتی بازیکن تعویضی وارد زمین بازی می‌شود، گفته می‌شود که او به زمین آمده یا آورده شده‌است، در حالی که بازیکنی که او را تعویض کرده‌اند در حال بیرون آمدن است، یا بیرون آورده یا تعویض می‌شود. این مجموعه از بازیکنان ذخیره نیز در بیشتر مسابقات به‌طور پیوسته افزایش یافته‌است، جایی که آنها اکنون اجازه ۵، ۷ یا ۹ ذخیره را می‌دهند، در حالی که در مسابقات بین‌المللی معمول است که هر بازیکنی که در تیم  انتخاب شده و در لیست حضور دارد (معمولاً ۲۳ بازیکن)، اگر محروم نشده باشد واجد شرایط برای انجام یک تعویض است.
بازیکنی که به‌خاطر حضور مکرر یا بیشتر به خاطر به ثمر رساندن گل‌های مهم که تحت عنوان بازیکن جانشین به زمین آمده‌است را اغلب به‌طور غیررسمی به عنوان «تعویض طلایی» نام می‌برند.

## تاریخچه
منشأ تعویض‌های فوتبال دست‌کم به اوایل دهه ۱۸۶۰ به عنوان بخشی از بازی‌های فوتبال مدارس دولتی انگلیس برمی گردد. استفاده اولیه از واژه تعویض در فوتبال برای توصیف جایگزینی بازیکنانی بود که نتوانستند در مسابقات حاضر شوند. به عنوان مثال، در سال ۱۸۶۳، در گزارشی از مسابقه آمده‌است: «یازده نفر ازچارترهاوس مسابقه‌ای را در کلویسترز با تعدادی از کارتوزیان انجام دادند، اما در نتیجه عدم حضور برخی از کسانی که انتظار می‌رفت، لازم بود سه تعویض انجام شود." تعویض بازیکنان غایب در اوایل دهه ۱۸۵۰ اتفاق افتاد، به عنوان مثال کالج اتون که در آن از اصطلاح اضطراری استفاده می‌شود. منابع زیادی به بازیکنانی که به عنوان «تعویض» در مسابقاتی که اواسط دهه ۱۸۶۰ بوقوع پیوسته‌است، بازی کرده‌اند اشاره دارد، جایی که اما مشخص نشده‌است که آیا این بازیکنان جایگزینی برای بازیکنان غایب بوده‌اند یا بازیکنانی که در طول مسابقه آسیب دیده‌اند.
در حالی که تعویض در طول بازی برای اولین بار در سال ۱۹۵۸ به قوانین بازی اضافه شد، موارد ثبت شده‌ای وجود دارد که تعویض در موارد قبلی مجاز بوده‌است. در ۷ نوامبر ۱۸۸۵، لاک‌وودز برادرز در بازی جام حذفی انگلیس موسوم به اف‌ای کاپ در دور اول بازی مقابل ناتس رنجرز پس از اینکه هافبک خود بریرز دچار شکستگی پا شد، از یک تعویض برای جایگزینی استفاده کرد. برای اولین بار استفاده از بازیکن تعویضی در فوتبال بین‌المللی در ۱۵ آوریل ۱۸۸۹، در بازی ولز و اسکاتلند که در ورکسهام انجام شد، بود. دروازه‌بان اصلی ولز، جیم ترینر، نتوانست وارد زمین شود. بازیکن آماتور محلی، آلف پیو، مسابقه را آغاز کرد و حدود ۲۰ دقیقه بازی کرد تا اینکه سم گیلام آمد و ادامه کار را بر عهده گرفت. در سال ۱۹۴۰، در یک مسابقه بین فلسطین اشغالی و لبنان، زوی فوکس هافبک میانی فلسطین اشغالی در پایان نیمه اول به دلیل مصدومیت جای خود را به لونیا دوورین داد. همچنین در طول مرحله مقدماتی برای جام جهانی ۱۹۵۴، تعویض هورشت اکل از آلمان به عنوان جانشین ریچارد گوتینگر در مسابقه آنها با زارلند در ۱۱ اکتبر ۱۹۵۳، ثبت شد. استفاده از تعویض در مسابقات نهایی جام جهانی تا مسابقات سال۱۹۷۰ مجاز نبود.
تعداد تعویض‌های قابل استفاده در یک مسابقه از صفر نفر، به این معنی که اگر آسیب‌دیدگی بازیکنان به آنها اجازه بازی نمی‌دهد، به ۱ نفر در سال ۱۹۵۸؛ به ۲ نفر از ۵ نفر ممکن در سال ۱۹۸۸ افزایش یافت. با افزایش‌های بعد از آن در تعویض‌ها، تعداد بازیکنان تعویضی بالقوه روی نیمکت به عدد هفت افزایش یافت. تعداد بازیکنان تعویضی در سال ۱۹۹۴ به ۲ به علاوه ۱ (دروازه‌بان مصدوم)، به ۳ نفر در سال ۱۹۹۵؛ و اخیراً به تعویض چهارم در مسابقات خاص (از یوفا یورو ۲۰۱۶ شروع شد) در وقت اضافه افزایش یافته‌است.
در سال ۲۰۲۰، به دنبال پیشنهاد فیفا، هیئت بین‌المللی فوتبال به برگزارکنندگان مسابقات اجازه داد تا حداکثر ۵ تعویض را به‌طور موقت مجاز کنند (در صورت لزوم، یک تعویض اضافی در وقت اضافه مجاز است) تا در مسابقات رسمی باقی مانده سال به منظور کاهش تأثیر ناشی از همه‌گیری کووید-۱۹ در مسابقات انجام شود. با این حال، تنها سه فرصت برای تعویض وجود خواهد داشت (با یک فرصت اضافی در وقت اضافه، در صورت لزوم)، به استثنای مواردی که در بین نیمه، قبل از شروع وقت اضافه اول و در بین دو نیمه وقت اضافه انجام می‌شود.

## روند

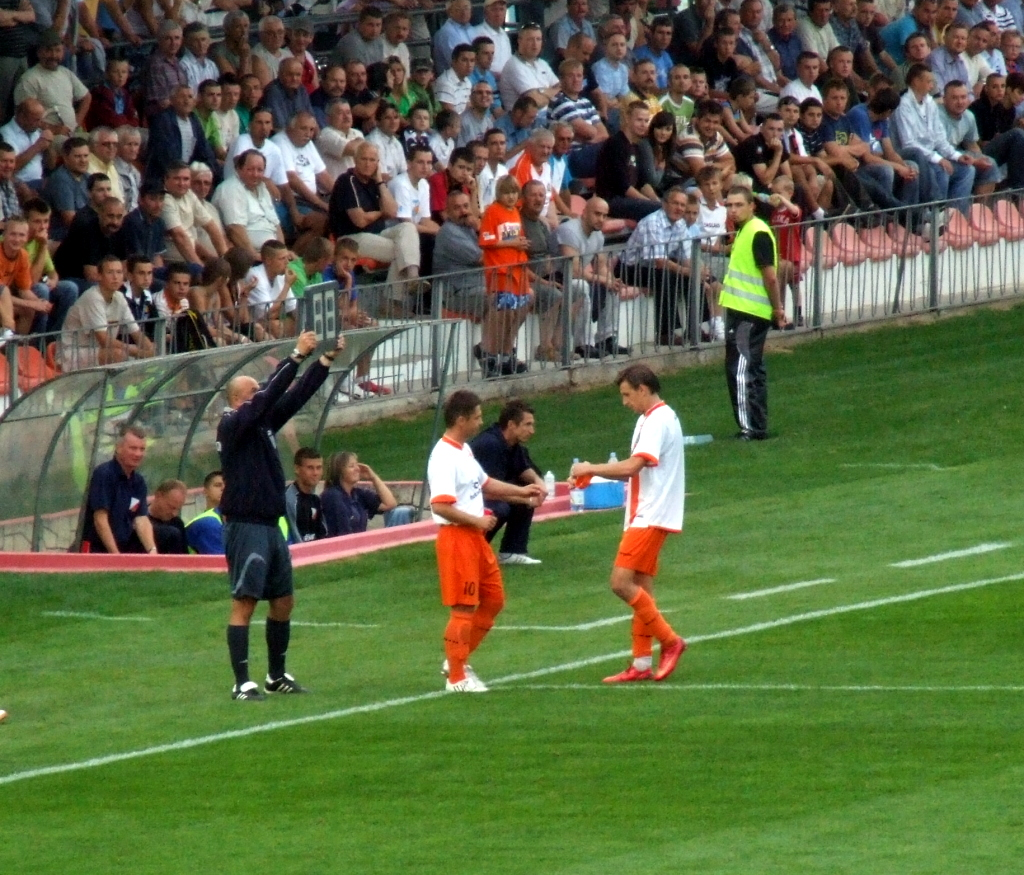
داور چهارم جزئیات تعویض را به داور اعلام می‌کند

تعویض ها تحت قانون شماره ۳ از قوانین بازی در بخش (۳) روند تعویض انجام می شوند.

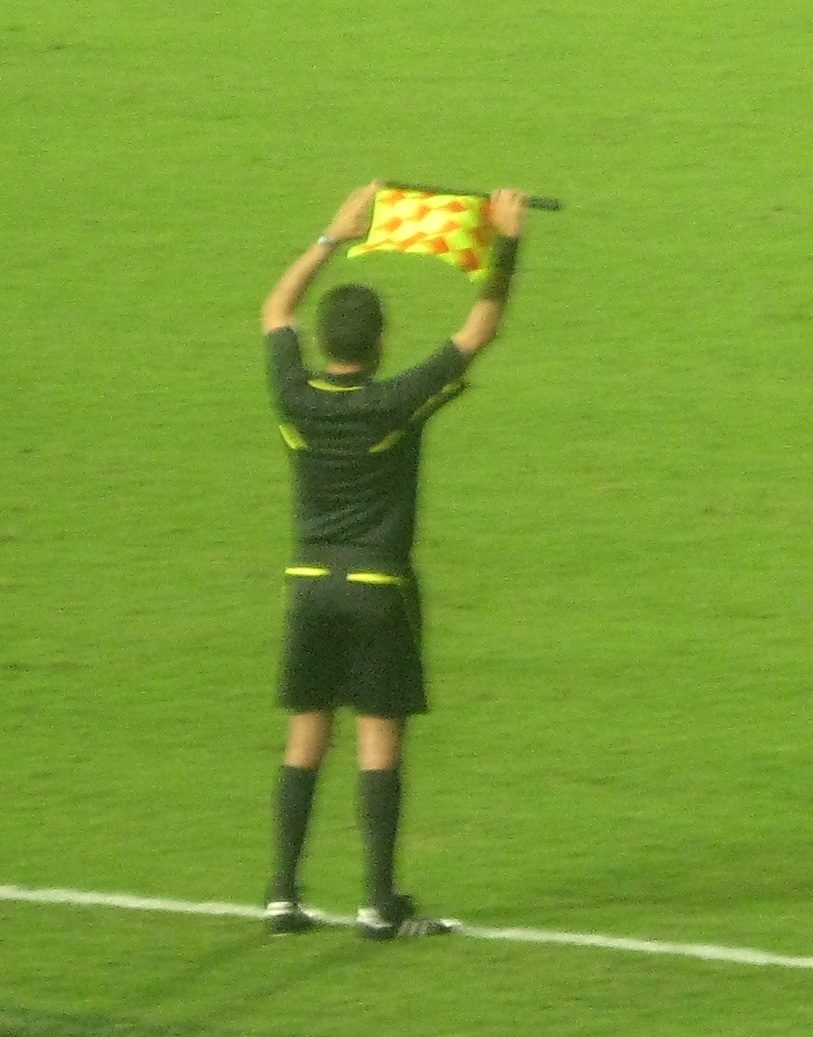
کمک داور که علامت تعویض را نشان می دهد

یک بازیکن فقط می تواند در هنگام توقف در بازی و با اجازه داور تعویض شود. بازیکنی که باید تعویض شود (بازیکن خروجی) باید قبل از اینکه بازیکن تعویضی (بازیکن ورودی) وارد زمین بازی شود، زمین بازی را ترک کرده باشد. در آن وقت است که بازیکن تعویضی تبدیل به بازیکن می‌شود و فرد تعویض شده دیگر بازیکن نیست. بازیکن ورودی فقط می تواند در نیمه راه وارد زمین شود. عدم رعایت این مقررات ممکن است با اخطار (کارت زرد) مجازات شود.
بازیکنی که تعویض شده دوباره نمی‌تواند به مسابقه برگردد و در آن شرکت کند.
بازیکنان تعویضی که هنوز استفاده نشده‌اند و روی نیمکت هستند و همچنین بازیکنانی که قبلا تعویض شده‌اند، همچنان تحت اختیار داور باقی می‌مانند. این‌ها مسئول رفتار نادرست خود هستند، اگرچه نمی توان گفت که مرتکب خطا شده اند. به عنوان مثال، در جام جهانی ۲۰۰۲ ، کلودیو کانیگیا به دلیل فحش دادن به داور از روی نیمکت، کارت قرمز دریافت کرد.